# Muchawka (przystanek kolejowy)
Muchawka (ukr. Мухавка, ros. Мухавка) – przystanek kolejowy w miejscowości Muchawka, w rejonie czortkowskim, w obwodzie tarnopolskim, na Ukrainie. Leży na linii Biała Czortkowska – Zaleszczyki – Stefaneszty.